# 補殺
補殺（ほさつ、英: assist）とは、野球・クリケットなどにおいてアウトが成立した場合、これに至る過程で、送球を行ったり、あるいは打球や送球の方向や速度を変えるなどしてそのアウト成立を補助すること、もしくはその野手に記録される守備記録のことである。アシストとも呼ばれる。「捕殺」は誤記。

## 概要
打者や走者がアウトになったときには、触球や打球の捕球等により直接アウトを奪った野手には刺殺が記録される。このとき、刺殺者以外にこのアウトに関わった野手に補殺が記録される。一つのアウトを取るのに複数の野手が関係すれば、その数だけ補殺は記録される。
したがって、ランダウンプレイが長引き、複数の選手が関わった場合にはその人数分の補殺が記録される。ただし、一つのアウトに関して同じ選手が何度プレイに参加しても、その選手に記録される補殺は1である。
飛球の捕球など、刺殺は記録されるが補殺が記録されないケースもある。
また、ある選手の失策によってアウトが成立しなかった場合にも、失策が無ければアウトになったと記録員が判断した場合には、失策を犯した野手以外のプレイに関わった野手に対して補殺が記録される。

## 補殺が記録される主な例
1. 三塁手がゴロを捕り、一塁手へ送球して打者がアウト
三塁手に補殺が記録される。
2. 捕手が二塁へ送球し、遊撃手が盗塁を試みた一塁走者に触球してアウト
捕手に補殺が記録される。
3. 犠飛が失敗した場合（飛球を捕球した外野手を見た三塁走者が本塁をめざすが、外野手の送球によって本塁で捕手に触球されアウトになった場合）
飛球を捕球し送球した選手に補殺が記録される。中継に参加した選手がいる場合は飛球を捕球し送球した選手と中継に参加した選手の両方に補殺が記録される。
4. 飛球を捕球した外野手が三塁へ送球し、タッチアップを試みた二塁走者が三塁手に触球されてアウト
外野手に補殺が記録される。
5. 外野に飛んだ打球を捕球した外野手が、中継の遊撃手へ送球し、遊撃手は本塁へ送球して、捕手が本塁上で走者に触球してアウト
外野手と遊撃手の両者に補殺が記録される。
6. 走者一塁で三塁手がゴロを捕り二塁へ送球、二塁手はこれを捕球し二塁を踏み一塁走者がフォースアウト。その後二塁手は一塁手へ送球し打者走者も一塁アウト
一塁走者の二塁フォースアウトは、三塁手に補殺が記録される。打者走者のアウトは二塁手に補殺が記録される。
7. ホームスチールを試みた走者に対し、投手が本塁へ送球し、捕手の触球によって走者はアウト
投手が投げたボールが打者への投球ならば補殺は記録されないが、投手が走者をアウトにするために投手板を外して本塁へ投げた送球であれば、投手に補殺が記録される。
8. 走者のボールデッド中の塁空過をアピールするために、プレイが宣告された後に投手が当該塁をカバーした野手に送球、野手はアピールを行って走者がアウト
送球した投手に補殺が記録される。
9. 一二塁間で走者が挟まれランダウンプレイとなり、一塁手および遊撃手もボールに触れたが、最終的には二塁手が触球してアウト
直接アウトにしたのは二塁手（刺殺が記録される）だが、一塁手・遊撃手も一連のプレーに参加しているので一塁手・遊撃手の両者に補殺が記録される。なおこのアウトとなった走者というのが、走者二塁の場面で外野へ安打を放った打者走者であり、その打者走者が外野手の（二塁走者を刺すための）本塁への送球間に二塁進塁を狙ったところを、捕手の送球カットによる二塁送球によって挟まれアウトとなった場合であれば、最初に送球をした外野手およびカットをした捕手の両者にも補殺が記録される[注 1]。
10. 投手の足にゴロの打球が当たりその方向が大きく変わり、たまたま三塁手のグローブに収まった。三塁手はちょうど走ってきた二塁走者に触球してアウトをとった
打球の方向を変えたのが偶然でも故意でも投手に補殺が記録される。
11. 三塁手がゴロを捕り、一塁手への送球が悪送球となり、二塁進塁を試みた打者走者がバックアップした二塁手の送球により二塁ベース付近で遊撃手の触球によりアウト
二塁手に補殺が記録される。守備側の悪送球により、走者がさらに余分の塁を狙い、結果としてアウトになった場合、はじめに悪送球をした選手（この場合は三塁手）には補殺は記録されない[注 2]。
12. 捕手が第3ストライクを正規に捕球できず（振り逃げの条件が成立）、一塁へ送球し、打者走者がアウトとなった
捕手に補殺が記録される[注 3]。

## 記録の見方
内野手の補殺は、主にその選手がゴロを処理したことによって記録される。一方、外野手の補殺は、主に内野への返球によって、余分な塁を奪おうとした走者を刺してアウトにすることによって記録される。
このように、内野手と外野手の補殺は全く性質が違い、比較することは無意味である。また、同じ内野手であっても、打球を処理する機会の多い遊撃手などと打球を処理する機会の少ない一塁手などでは補殺数に大きな差があり、異なるポジションの選手の守備力の比較には適さない。
もっとも、守備の能力ではなく、守備でのチームへの貢献度を考えるのであれば、異なるポジションでも比較する意味がある。外野手についても、左翼手などは中堅手よりも補殺数が多くなるが、慣例により外野手の守備記録は3ポジションを合計して記録することが多い。
補殺数により、以下のような能力を見ることができる。ただし、当然のことながら、守備についたイニング数が多いほど補殺数が多くなる傾向にあるため、守備イニング数とともに補殺数を比較しなければ選手の能力を見ることはできない。特に、投手や捕手などは選手によってイニング数が大きく違うので注意が必要である。
- 投手の場合：打球を処理する機会が少ないが、補殺数が多ければバント処理などのフィールディングが良いと見ることができる。
- 捕手の場合：主にインフィールドのゴロの処理と盗塁阻止を足した数字となるため、補殺が多ければ、フィールディングがいいかまたは盗塁を阻止する能力に長けていると考えられる。
- 内野手の場合：主にゴロを捕球して送球するという内野手の基本的なプレーに対して記録されるため、守備範囲の広さを初めとした総合的な守備能力を見ることができる。
- 外野手の場合：主に内野への返球により走者を刺してアウトとした場合に記録されるが、外野手の補殺数は内野への正確な送球やその肩の強さに比例して増えない、という問題点がある。一度その外野手が強肩を披露すると、相手の走者はその外野手の送球能力を警戒し、余分な塁を奪いにいくこと自体を躊躇することが増えるためである。近年はこの問題への対応策として、『外野手が相手走者の余分な進塁を抑止したこと』を数値化する試みも行われている。またこの補殺という記録は性質上、前述したように、本来アウトとすることを狙った走者に対してはセーフとなり記録されずとも、途切れずその後に続くプレーの中において発生したアウトに対して記録される場合があるものである。日本プロ野球の過去に存在した選手表彰であるJA全農Go・Go賞の強肩賞においては、期間中に各選手が外野守備機会において記録した全補殺をその内容により分類してポイント制（ダイレクト〈直接〉補殺：2ポイント、それ以外となる中継者を経ての補殺：1ポイント）として合計獲得ポイントで受賞者を選出していた[3]。  1920年以前のメジャーリーグでは、外野手の補殺数が現在と比べかなり多い。これは当時飛距離の出るボールを使っていなかったため外野が極端に浅く守っていて、「ライトゴロ」や「センターゴロ」が今より頻発していたためと考えられる。

## 日本プロ野球

### シーズン記録
※2024年終了時点。
| 守備   | 記録           | 補殺 | 選手名       | 所属球団             | 記録年 | 補足 |
| ------ | -------------- | ---- | ------------ | -------------------- | ------ | ---- |
| 捕手   | 日本記録       | 123  | 梅野隆太郎   | 阪神タイガース       | 2019年 |      |
| 捕手   | パ・リーグ記録 | 119  | 土井垣武     | 東映フライヤーズ     | 1954年 |      |
| 一塁手 | 日本記録       | 124  | R.ペタジーニ | ヤクルトスワローズ   | 1999年 |      |
| 一塁手 | パ・リーグ記録 | 122  | 榎本喜八     | 東京オリオンズ       | 1965年 |      |
| 二塁手 | 日本記録       | 535  | 菊池涼介     | 広島東洋カープ       | 2014年 |      |
| 二塁手 | パ・リーグ記録 | 486  | 中村奨吾     | 千葉ロッテマリーンズ | 2018年 |      |
| 三塁手 | 日本記録       | 522  | 坂本文次郎   | 大映スターズ         | 1955年 |      |
| 三塁手 | セ・リーグ記録 | 484  | 藤村富美男   | 大阪タイガース       | 1950年 |      |
| 遊撃手 | 日本記録       | 526  | 源田壮亮     | 埼玉西武ライオンズ   | 2018年 |      |
| 遊撃手 | セ・リーグ記録 | 490  | 鳥谷敬       | 阪神タイガース       | 2006年 |      |
| 外野手 | 日本記録       | 24   | 平山菊二     | 大洋ホエールズ       | 1950年 |      |
| 外野手 | パ・リーグ記録 | 23   | 日下隆       | 近鉄パールス         | 1954年 |      |

### 通算記録
※2024年終了時点。
| 記録           | 補殺 | 選手名   |
| -------------- | ---- | -------- |
| 捕手最多補殺   | 1625 | 谷繁元信 |
| 一塁手最多補殺 | 1685 | 王貞治   |
| 二塁手最多補殺 | 5866 | 高木守道 |
| 三塁手最多補殺 | 5325 | 長嶋茂雄 |
| 遊撃手最多補殺 | 6196 | 坂本勇人 |
| 外野手最多補殺 | 175  | 山内一弘 |

### その他
- 1983年5月25日の阪神タイガース対中日ドラゴンズ（阪神甲子園球場）で中日は補殺ゼロを記録した。先発投手の高橋三千丈が阪神打線から三振4、内野フライ11、外野フライ12とゴロアウトなしで27アウトを取って記録した。

## メジャーリーグベースボール

### 通算記録
| 守備   | 選手名                 | 補殺 | ref    |
| ------ | ---------------------- | ---- | ------ |
| 投手   | サイ・ヤング           | 2014 | [ 4 ]  |
| 捕手   | ディーコン・マクガイア | 1860 | [ 5 ]  |
| 一塁手 | エディ・マレー         | 1865 | [ 6 ]  |
| 二塁手 | エディ・コリンズ       | 7630 | [ 7 ]  |
| 三塁手 | ブルックス・ロビンソン | 6205 | [ 8 ]  |
| 遊撃手 | オジー・スミス         | 8375 | [ 9 ]  |
| 左翼手 | ジミー・シェッカード   | 243  | [ 10 ] |
| 中堅手 | トリス・スピーカー     | 449  | [ 11 ] |
| 右翼手 | ハリー・フーパー       | 333  | [ 12 ] |

- 記録は2023年終了時点
- 20世紀以降の投手最多はクリスティ・マシューソンの1503
- 20世紀以降の捕手最多はレイ・シャークの1811

### シーズン記録
| 守備   | 選手名                   | 所属チーム                                 | 記録年 | 補殺 |
| ------ | ------------------------ | ------------------------------------------ | ------ | ---- |
| 投手   | エド・ウォルシュ         | シカゴ・ホワイトソックス                   | 1907年 | 227  |
| 捕手   | ビル・ラリデン           | ニューアーク・ペパー（フェデラル・リーグ） | 1915年 | 238  |
| 一塁手 | アルバート・プホルス     | セントルイス・カージナルス                 | 2009年 | 185  |
| 二塁手 | フランキー・フリッシュ   | セントルイス・カージナルス                 | 1927年 | 641  |
| 三塁手 | グレイグ・ネトルズ       | クリーブランド・インディアンス             | 1971年 | 412  |
| 遊撃手 | オジー・スミス           | サンディエゴ・パドレス                     | 1980年 | 621  |
| 外野手 | オレーター・シェーファー | シカゴ・ホワイトストッキングス             | 1879年 | 50   |

### その他
- 1945年7月4日のクリーブランド・インディアンス対ニューヨーク・ヤンキース戦でインディアンスは補殺ゼロを記録した。